# Элемент отклика гормона
 Элемент отклика гормона  (HRE) — короткая последовательность ДНК внутри промотора гена, способная связывать конкретный гормонный рецептор в комплекс и регулировать транскрипцию. Последовательность элемента отклика гормона — обычно пара инвертированных повторов, разделенных тремя нуклеотидами, что указывает на связывание рецептора в форме  димера. В частности, на связывании активированных стероидных рецепторов с соответствующими HRE основано действие стероидных гормонов.
Ген может иметь множество различных элементов отклика, так реализуется комплексный контроль уровня и темпов транскрипции. 
HRE используются в трансгенных животных клетках в составе индуцируемых промоторов.